# 일본 해군 펑산 무선 전신소
옛 일본 해군 펑산 무선 전신소(중국어 정체자: 原日本海軍鳳山無線電信所, 병음: Yuán Rìběn Hǎijūn Fèngshān Wúxiàn Diànxìn Suǒ, 한자음: 원일본해군봉산무선전신소, 병음: , 일본어: 海軍鳳山無線電信所 가이군 호잔 무센덴신죠[*])는 일본 제국 해군이 타이완 가오슝시 펑산구에 설치했던 세 개의 라디오 방송국 중 하나이다.

## 역사

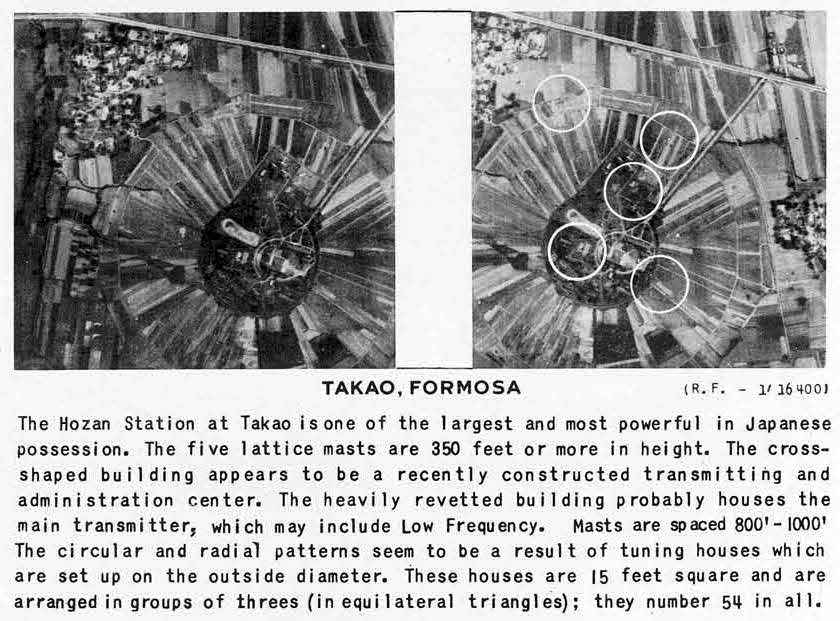
전쟁 당시 미국에 제공됐던 전신소에 관한 정보. "가오슝의 펑산에 위치한 이 전신소는 일본이 소유한 것 중 가장 강력한 전신소 중 하나"라고 쓰여 있다.

### 대만일치시기
일본 해군 펑산 무선 전신소는 1919년 일본 제국 해군에 의해 타이완에 건설되었다. 당시 군사용으로 사용되었음에도 불구하고, 민간 통신사가 이를 사용하였다. 이후 1937년, 기계의 고장으로 해상의 안전이 위협되자 일본은 이후 다른 곳에 라디오 방송국을 건설하여 펑상 전신소와 통합한 뒤 가오슝 통신분대로 편입했다. 그 직후 중일 전쟁이 발발하면서 가오슝 통신부대는 일제의 서태평양 통신을 유지하는 용도로 사용됐다. 또한 바다와 공중에서 미국과 영국의 움직임을 파악하고 방해하며 감시하는 전술적인 용도로도 사용됐다.

### 중화민국
1945년 대만이 일제에서 중화민국으로 이양된 후, 중화민국 해군에 인수돼 해군의 하숙집으로 개조됐다. 이후 10년 동안은 정치적 행동으로 기소된 군인의 심문 시설로 사용되기도 했다. 1976년부터는 명덕 훈련반(중국어: 明德訓練班)이라는 이름으로 반항하는 군인들이 투옥되는 일종의 수용소로 사용됐다. 시간이 지나고 수용소가 해체되자 가오슝현의 군인의 가족을 위한 문화 협회로 바뀌었다.

## 교통
이 방송국은 가오슝 첩운 펑산 중학교 역의 북쪽에 있는 도보 거리에 위치해 있다.